# 小宫正江
小宫正江（日语：／ Komiya Masae，1975年5月8日—），日本女子盲人门球运动员。她曾代表日本参加2004年、2008年、2012年和2016年夏季残疾人奥林匹克运动会盲人门球比赛，获得一枚金牌和一枚铜牌。